# Christian Gottlieb Wellner

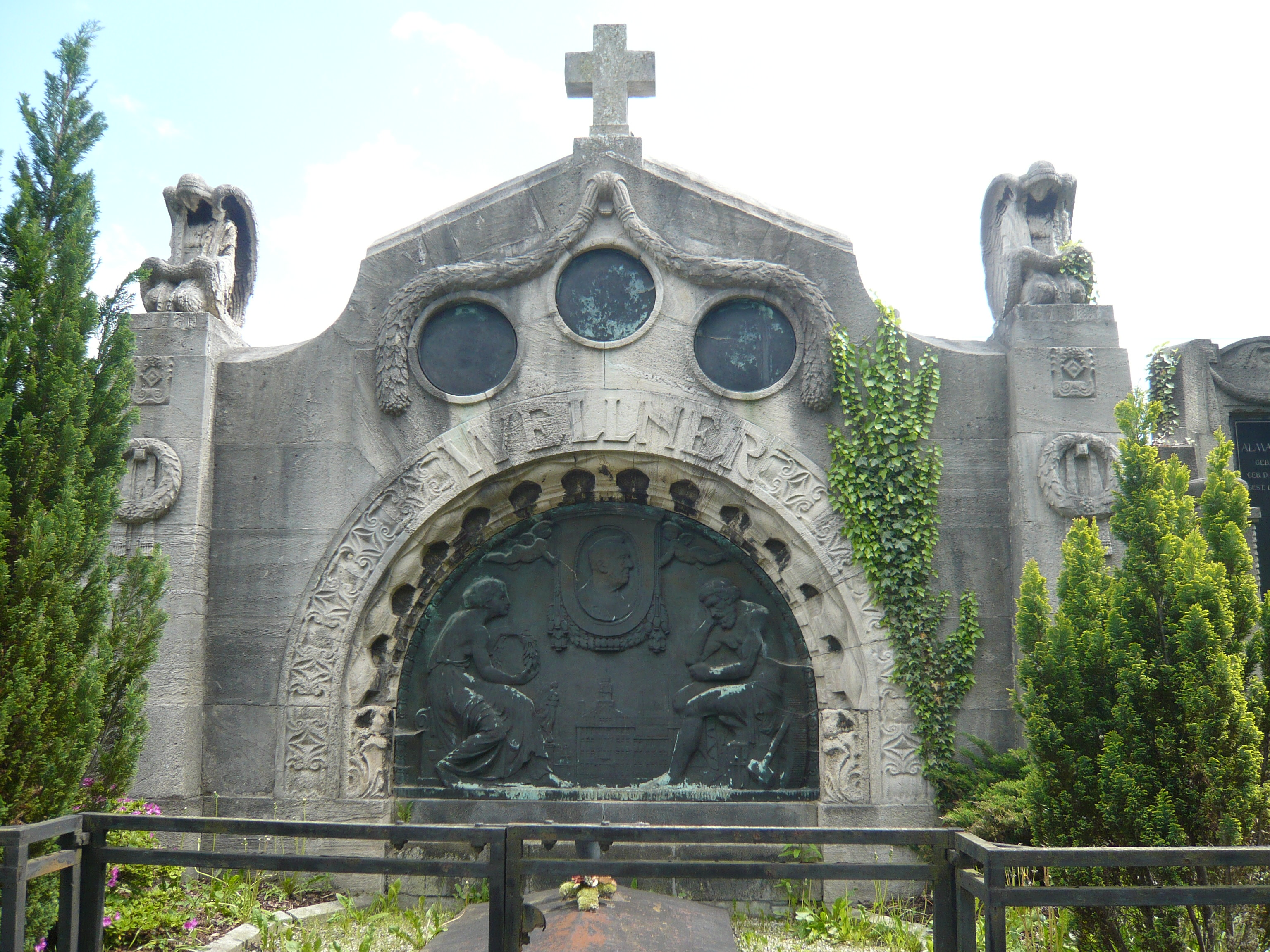
Wellnersche Familiengruft auf dem Städtischen Friedhof

Christian Gottlieb Wellner (* 9. Februar 1795 in Bermsgrün; † 5. August 1857 in Aue) war ein Industriepionier in Aue. Er gründete 1840 neben der bereits bestehenden Firma Neusilberschmelze und Walzwerk von Ernst August Geitner in der Gemeinde Auerhammer bei Aue eine eigene Produktionsstätte für Neusilber, welches zuerst auch Argentan oder Alpacca genannt wurde. Wellner profilierte die Fabrik als Werk für Löffel und andere Blecherzeugnisse.

## Leben
Als junger Bursche fand Christian Gottlieb Wellner Arbeit in Aue, zunächst als Berg- und Waldarbeiter, später in der Blaufarbenfabrik der Gebrüder Unger. Dort lernte er auch den Chemiker Ernst August Geitner kennen und befasste sich mit dem von Geitner entwickelten Material Argentan und dessen Herstellung. Bald heiratete Wellner und bekam die Kinder Carl August Wellner (1824–1909), Christian Gottlieb Wellner (junior) (1831) sowie fünf Töchter. Bereits mit 62 Jahren starb Wellner 1857 und wurde auf dem Gemeindefriedhof St. Nicolai, dem heutigen Städtischen Friedhof, beigesetzt.

## Gründung von Besteckfabriken
Das neue Material, zunächst Argentan oder Alpacca genannt, besteht aus 20 Prozent Nickel, 55 Prozent Kupfer und 25 Prozent Zinn. Es war aus den Abfallprodukten der Blaufarbenwerke günstig zu gewinnen und erwies sich als leicht verarbeitbar. Wellner war von diesem Argentan so fasziniert, dass er beschloss, eine eigene Herstellung zu beginnen. Mit Hilfe seines Bruders, des Oberhüttenmeisters Friedrich Gustav, erwarb er 1835 den Zainhammer, einen Teil des Auer Hammers. Er richtete hier eine Gießerei und ein Walzwerk ein und begann 1840 mit der Herstellung von Argentanblöcken. Zunächst beschäftigte Wellner nur die eigenen Familienmitglieder, konnte aber von dem Verkaufserlös der Produkte gut leben. Bald kaufte er eine benachbarte Zinn- und Silberschmelzhütte hinzu und ließ hier zusätzlich eine Blechwalzstrecke einrichten. Die Bleche wurden in der werkseigenen Gürtlerei weiterverarbeitet zu Deckeln für Tabakspfeifen, Stockbeschlägen und Zwingen. Nun bekam die Argentanfabrik auch fest angestellte Arbeiter und ausgebildete Fachleute. – Als seine Tochter Erdmuthe den aus Thüringen zugezogenen Gürtlergesellen Carl Friedrich Hutschenreuter heiratete, gründete die junge Familie ein eigenes Unternehmen (C. F. Hutschenreuter & Co., Fabrik für Alpacca und Alpaccaversilberte Tafelbestecke). Sie begann in der ehemaligen Neuen Mühle in der gleichen Gemeinde ebenfalls mit der Herstellung von Haushaltsgegenständen aus Argentan. – Die Erfahrungen der im Erzgebirge beheimateten Löffelplattenschmiede führten dazu, dass Christian Gottlieb Wellner ab 1854 vor allem Löffel und Schüsseln aus Neusilber herstellen ließ, die er gut absetzen konnte. Nach drei erfolgreichen Jahren starb der Firmengründer.
Der älteste Sohn Carl August, inzwischen Tischlermeister, trat nach drei Wanderjahren 1858 seine Erbschaft an und übernahm die Schmelzhütte mit Fertigwarenfabrik. Sein Bruder Christian Gottlieb junior hatte die Gießerei mit Gürtlerei geerbt. Beide produzierten nun als Einzelunternehmer Tafelbestecke und andere metallene Erzeugnisse (Christian Gottlieb unter der Bezeichnung GoWe), ohne dass sie als Konkurrenten auftraten. Carl August Wellner entwickelte seinen Betrieb schließlich zu dem in alle Welt exportierenden Unternehmen Wellner, das bis 1990 in Aue bestand.

## Ehrung
1905 ehrte die Stadtverwaltung das unternehmerische Engagement der Dynastie Wellner durch die Benennung der zum Werk führenden Straße: Wellnerstraße, aus der später die heutige Industriestraße wurde.